# Mecklenburgische Bäderbahn Molli GmbH
Mecklenburgische Bäderbahn Molli GmbH (MBB), är ett tyskt järnvägsbolag, som driver trafiken mellan Bad Doberan och kurbadorten Kühlungsborn i tyska förbundslandet Mecklenburg-Vorpommern. 
Järnvägen "Mecklenburgische Bäderbahn Molli" (MBB) är smalspårig med spårvidden 900 mm och är 15,4 kilometer lång. MBB använder ånglok i sin trafik. Sträckan börjar i Bad Doberan och går i gatuspår i staden. Mellan orterna Heiligendamm och Kühlungsborn följer sträckan Östersjöns kustlinje.

## Historia

Mollis logo.

Den 19 juni 1886 lämnade storhertig Fredrik Frans III av Mecklenburg-Schwerin en koncession för att bygga och driva en smalspårig järnväg mellan Bad Doberan och kurorten Heiligendamm. Den 9 juli 1886 startade den reguljära trafiken med badgäster på sträckan. 
År 1890 förstatligades sträckan varefter den Großherzoglich Mecklenburgische Friedrich-Franz-Eisenbahn (M.F.F.E) (svenska: storhertigliga mecklenburgska Fredrik-Frans-järnvägen) drev sträckan. Mellan 1908 och 1910 förlängdes järnvägen till kurbadorten Arendsee (nuvarande: Kühlungsborn). Förlängningen invigades den 12 maj 1910, då man också påbörjade godstrafik på sträckan.
Efter första världskriget övertog Deutsche Reichsbahn sträckan (1920). I december 1932 anskaffades tre ånglok av typen BR 99.32 som har varit i full gång på sträckan och används fortfarande idag. Efter andra världskriget drevs sträckan av östtyska Deutsche Reichsbahn. Den 31 maj 1969 nedlades godstrafiken eftersom den blev olönsam. 1976 förklarades hela anläggningen till byggnadsminne.
Efter den tyska återföreningen övertog Deutsche Bahn järnvägslinjen, men sedan oktober 1995 har sträckan drivits av Mecklenburgische Bäderbahn Molli GmbH.
År 1996 inrättades ett "Molli-museum" i stationshuset "Kühlungsborn West". Museet består av en utställningsdel i stationshusets före detta godsmottagning och en utomhusdel i anslutning till stationshuset. 2004 uppfördes en ny verkstadsbyggnad i anslutning till stationshuset i Bad Doberan.
År 2009 togs lokomotivet 99 2324-4 i drift. Efter cirka 60 år var detta Tysklands första nybygge av ett ånglok.

## Bolaget
Delägare i Mecklenburgische Bäderbahn Molli GmbH är huvudsakligen distriktet Rostock (63,3%), staden Bad Doberan (19,7%) och staden Kühlungsborn (14,8%). MBB transporterade 600 000 passagerare på sträckan 2007.

## Bilder

Molli i Bad Doberan
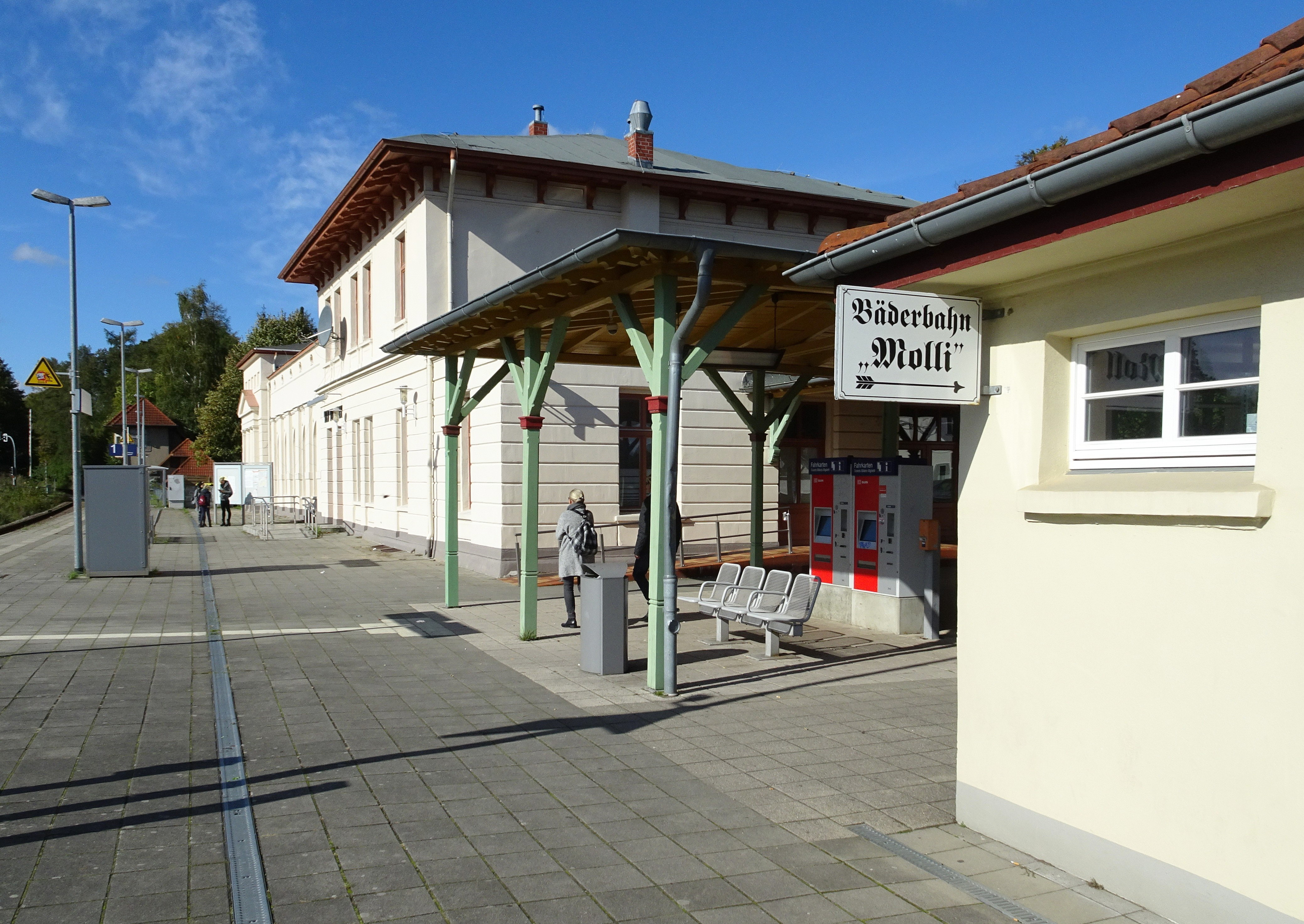
Stationshuset "Bad Doberan".
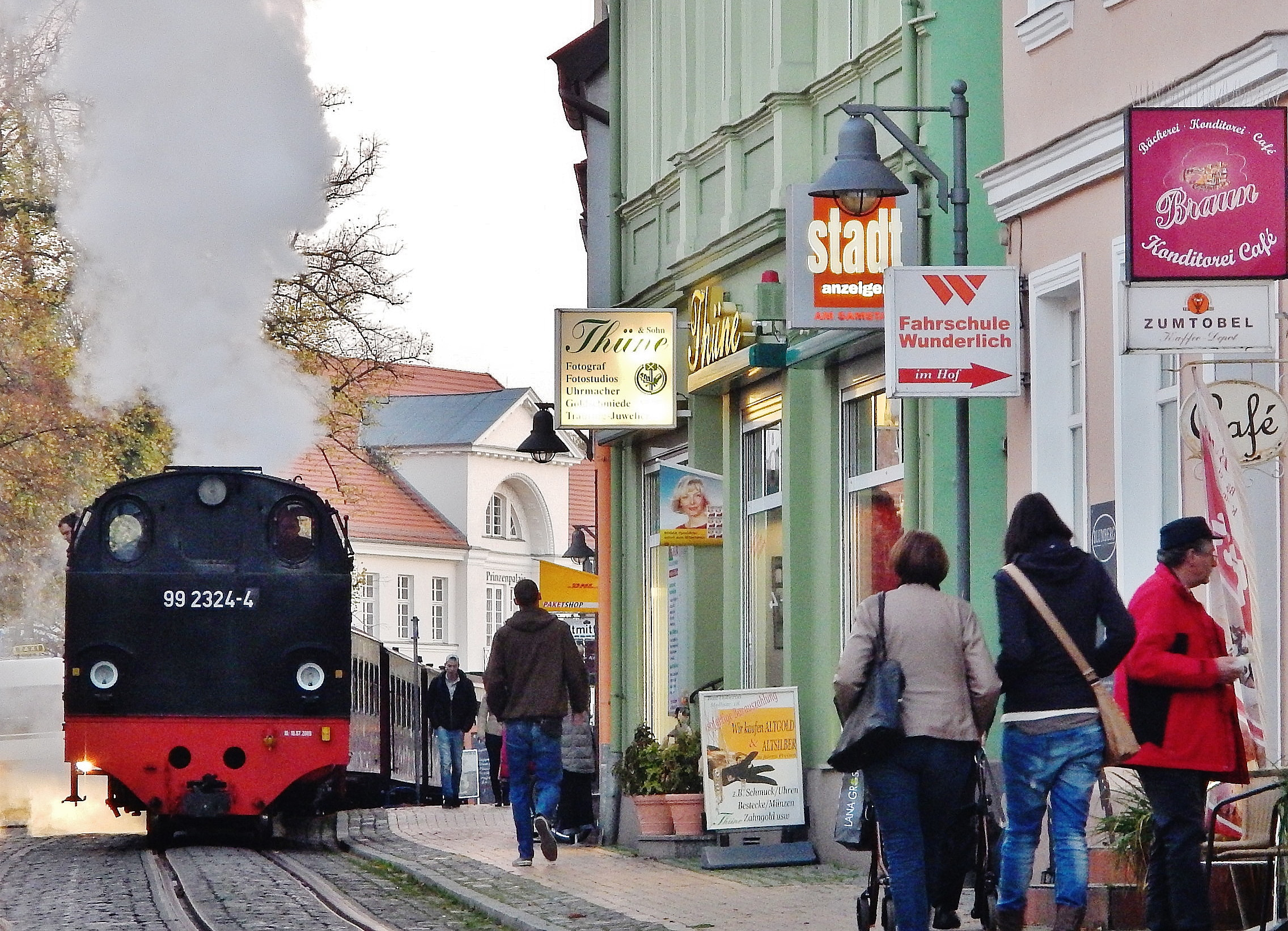
Molli på station "Bad Doberan".
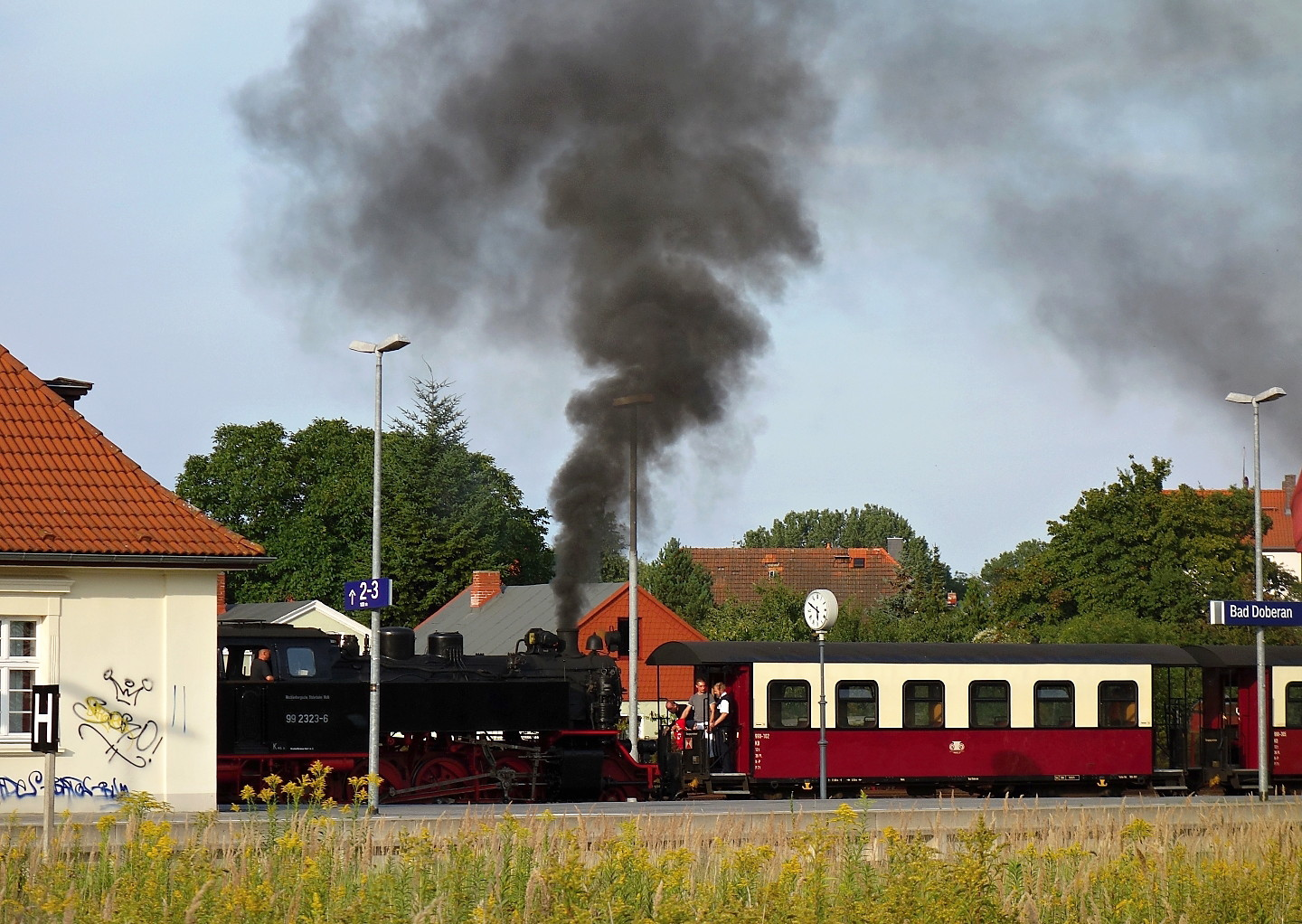
Molli på station "Bad Doberan".
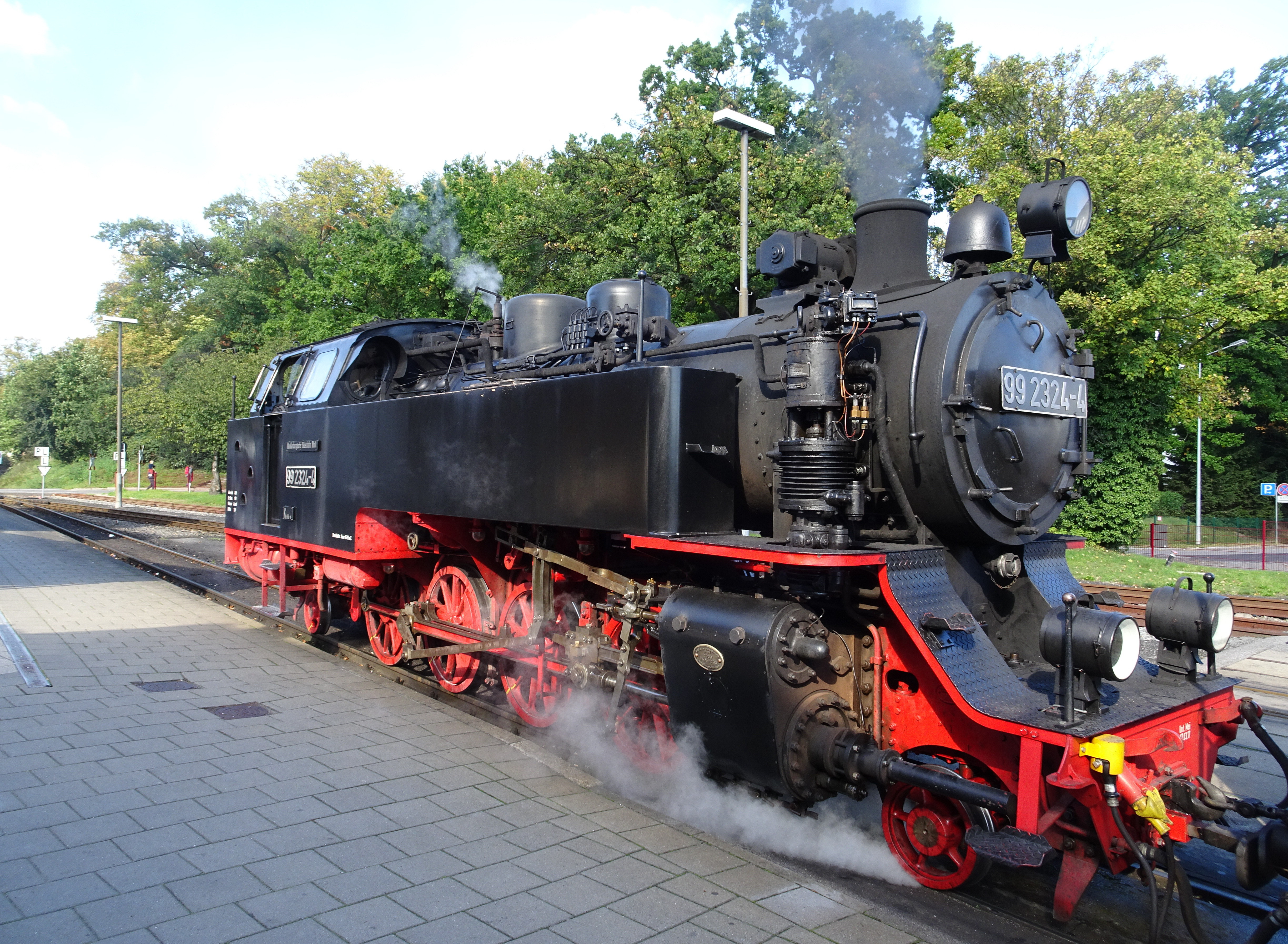
Molli (Modell 99 2324-4) på "Bad Doberan".

Molli i Heiligendammn
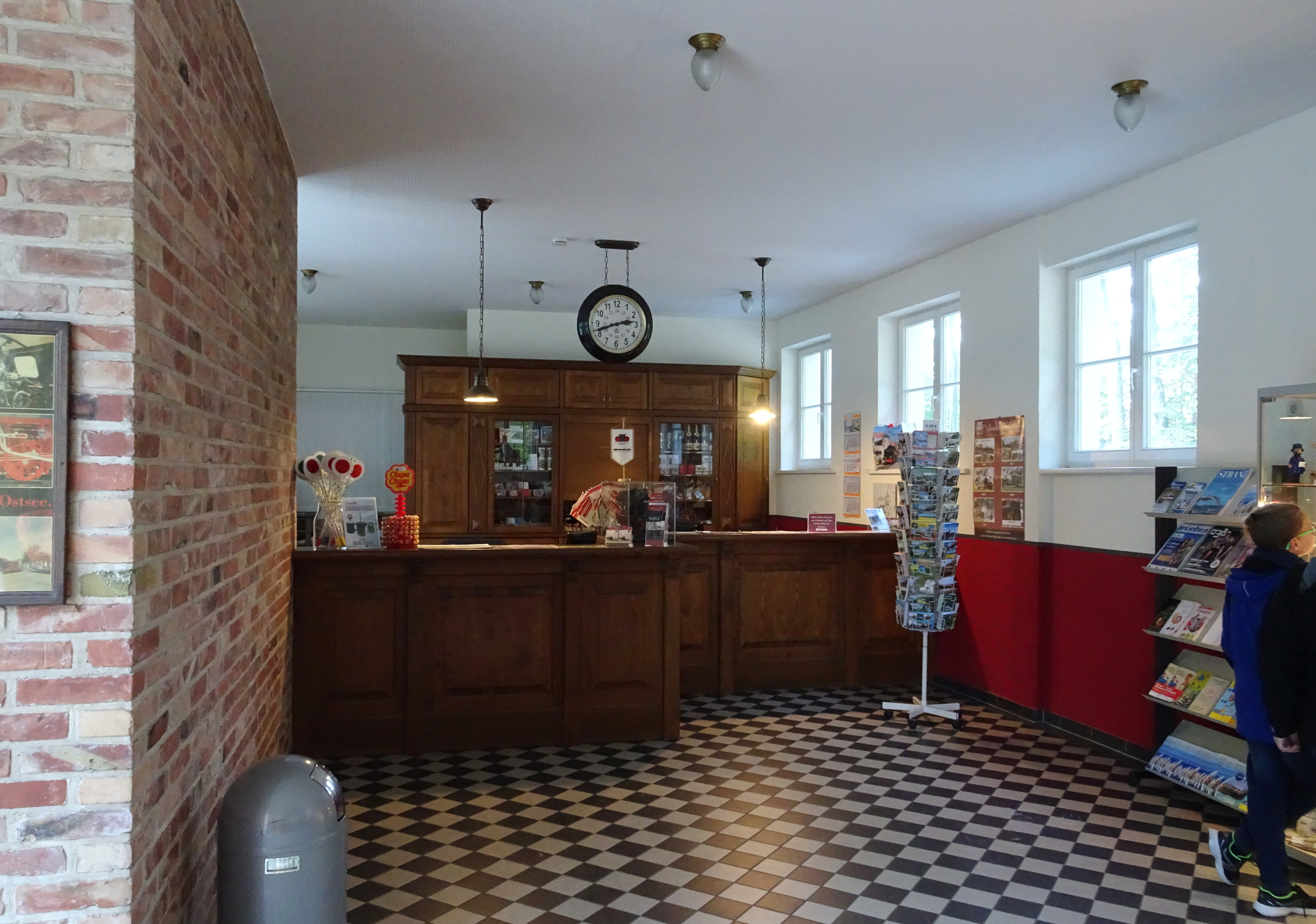
Stationshuset "Heiligendamm" interiör.
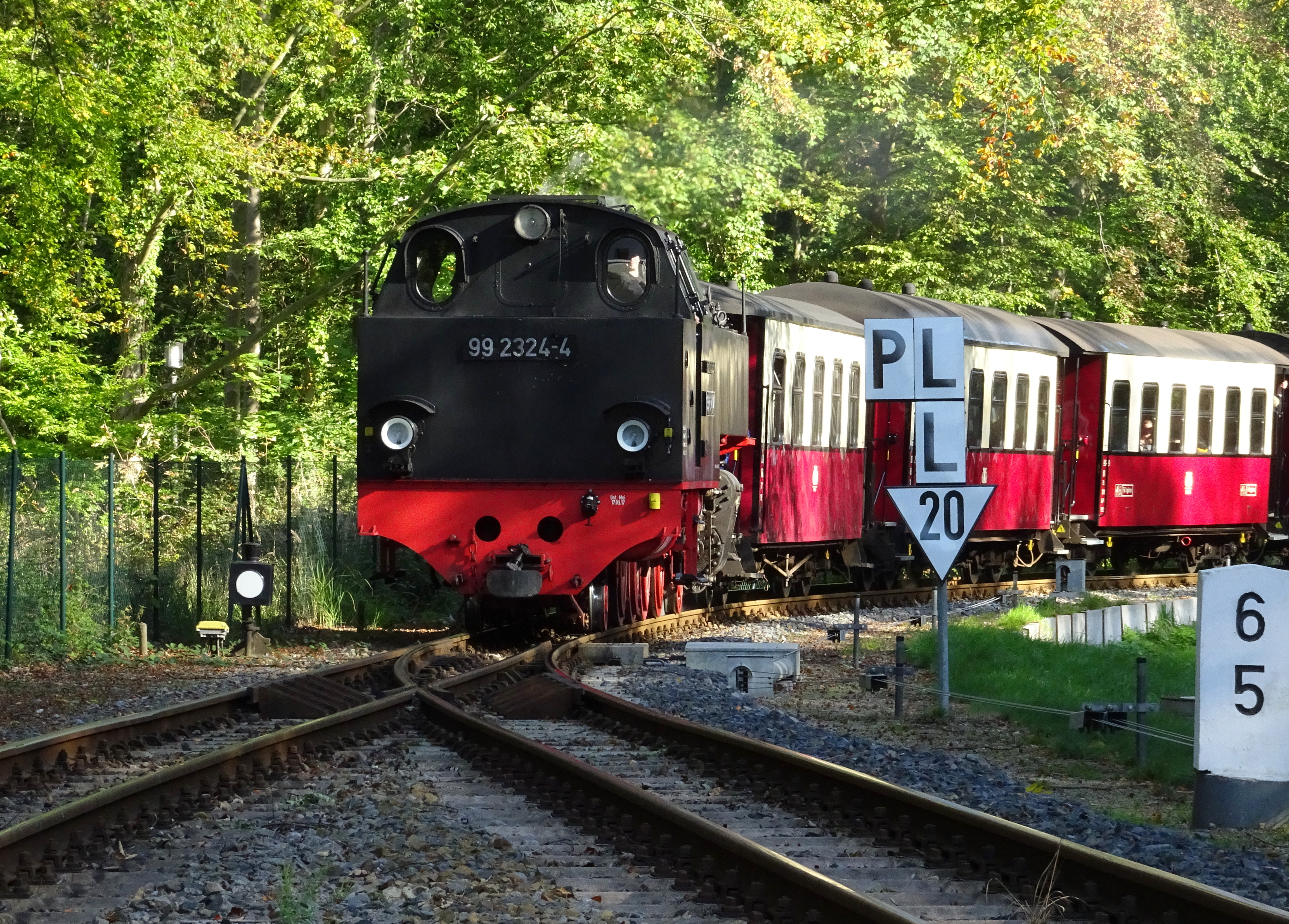
Molli (Modell 99 2324-4) på ingång till "Heiligendamm".
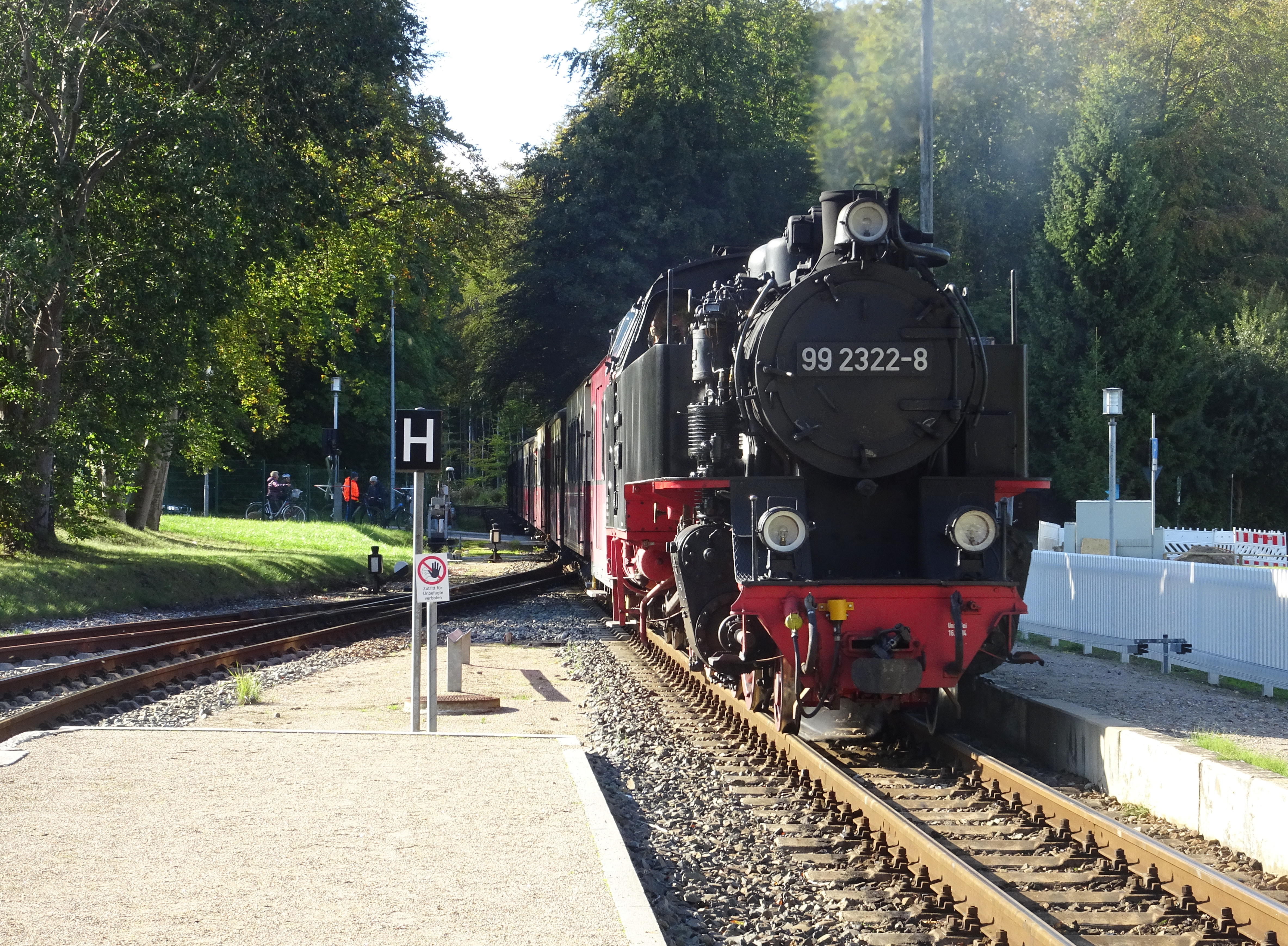
Molli (Modell 99 2322-8) på ingång till "Heiligendamm".
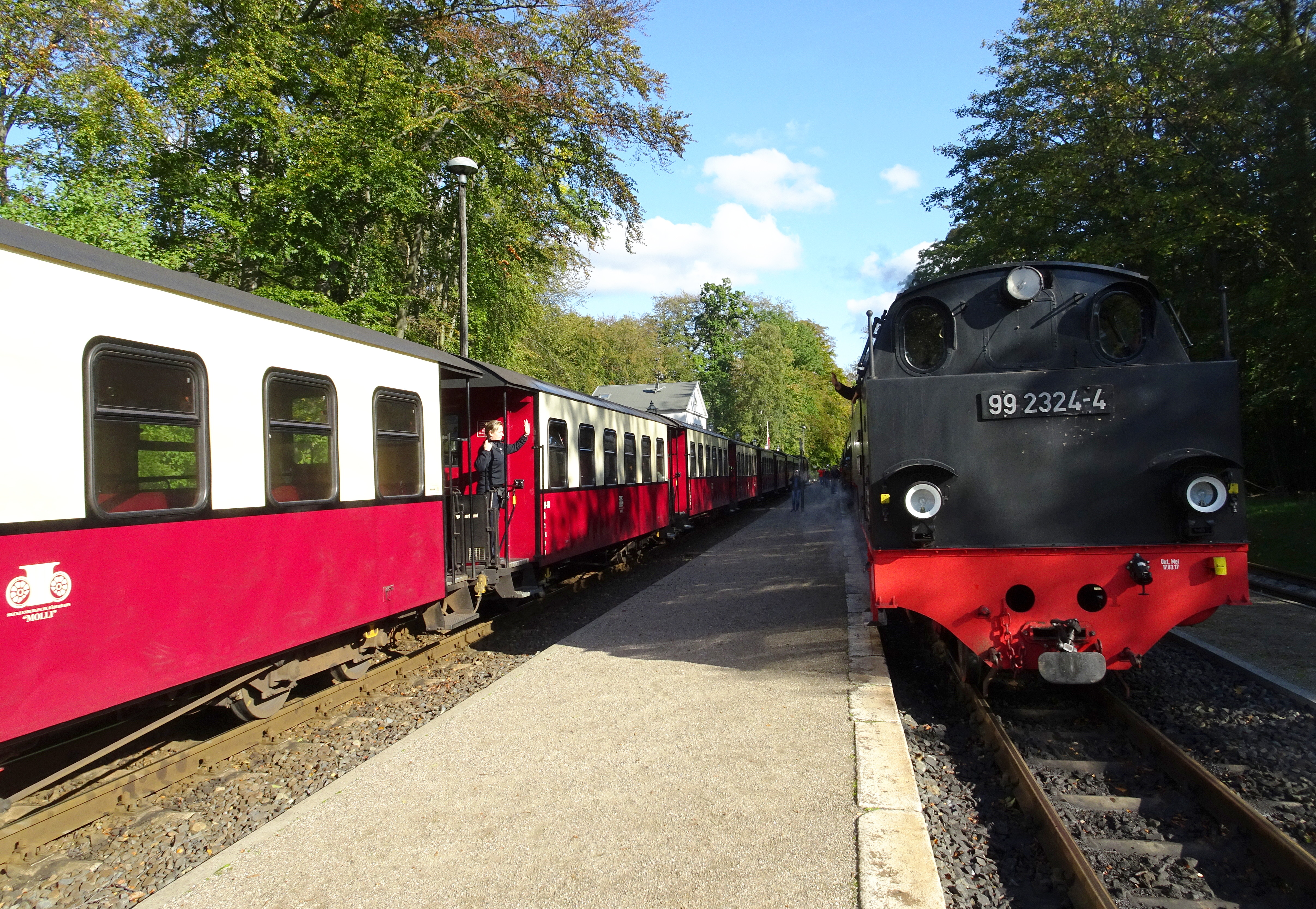
Tågmöte på "Heiligendamm".

Molli i Kühlungsborn
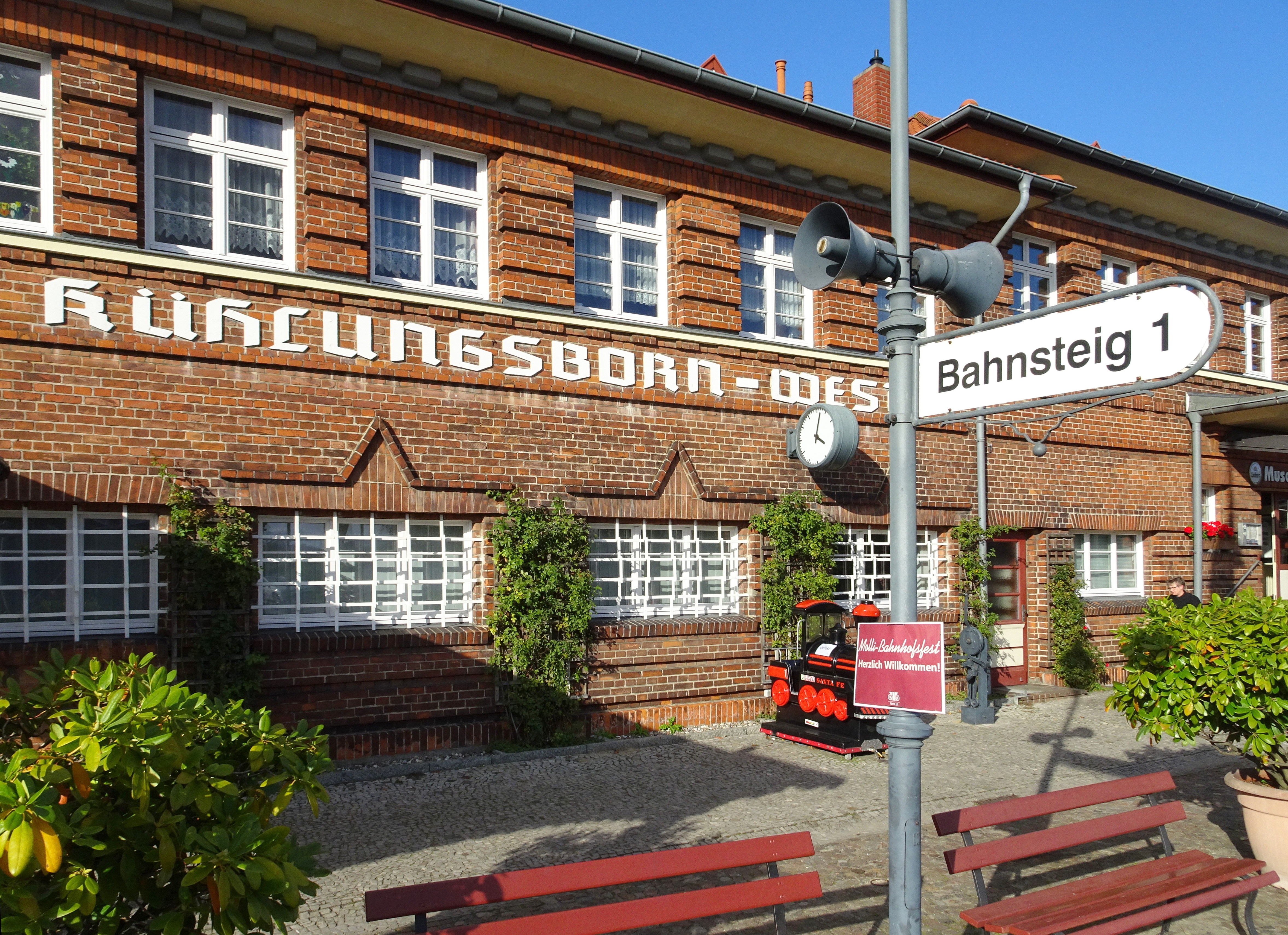
Stationshuset "Kühlungsborn West".
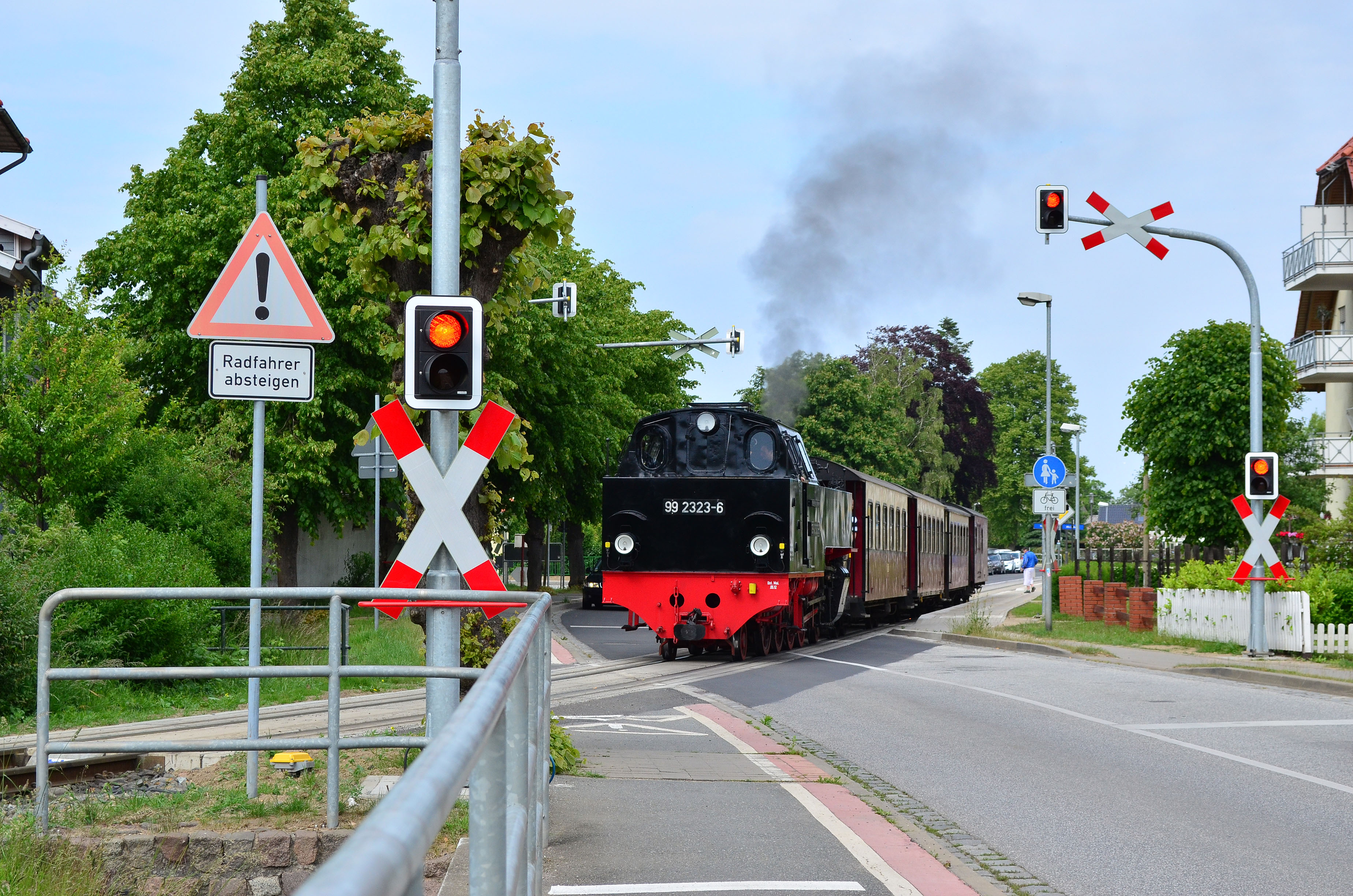
Kühlungsborn, hållplats "Mitte".
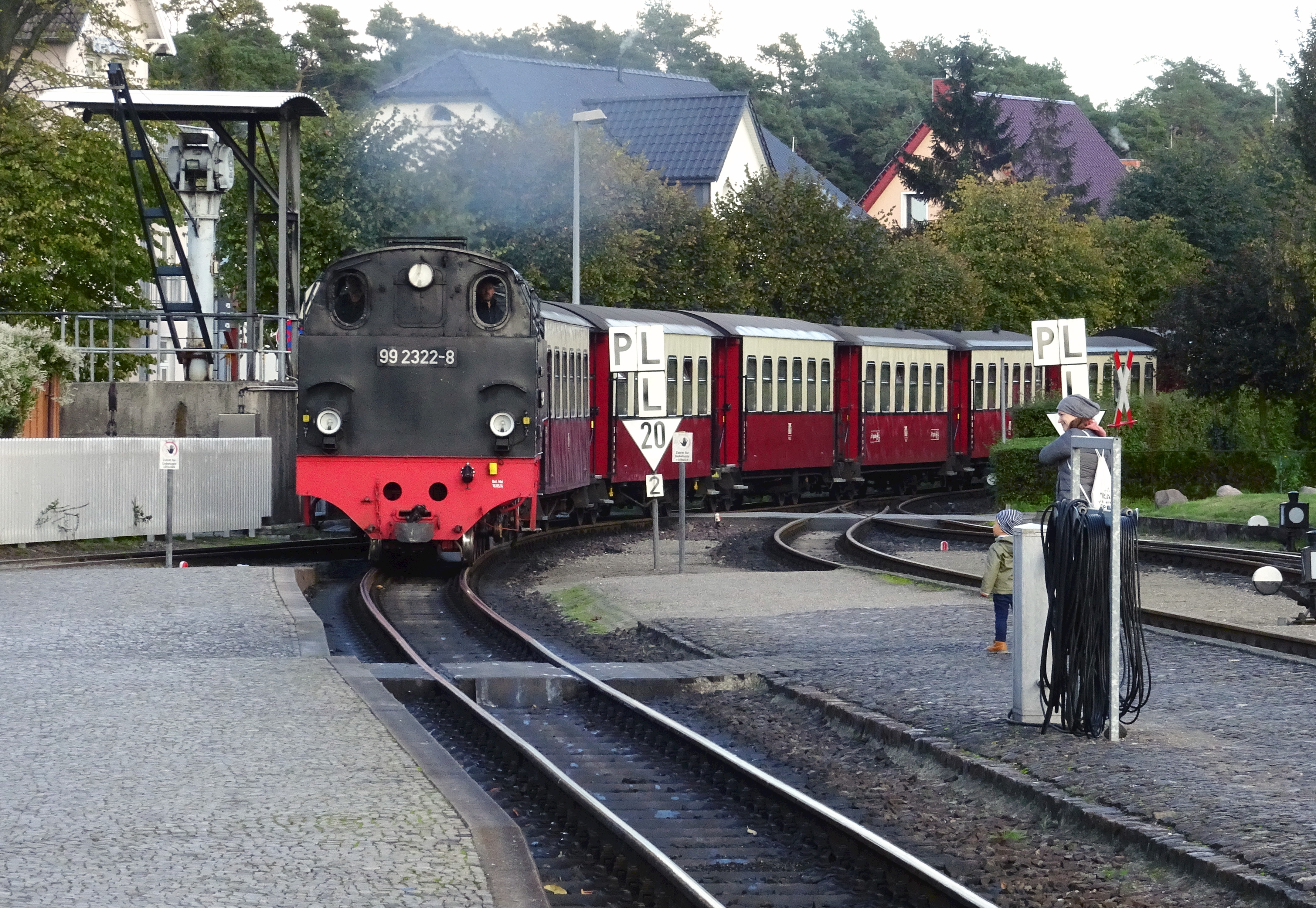
Molli (Modell 99 2322-8) på ingång "Kühlungsborn West".
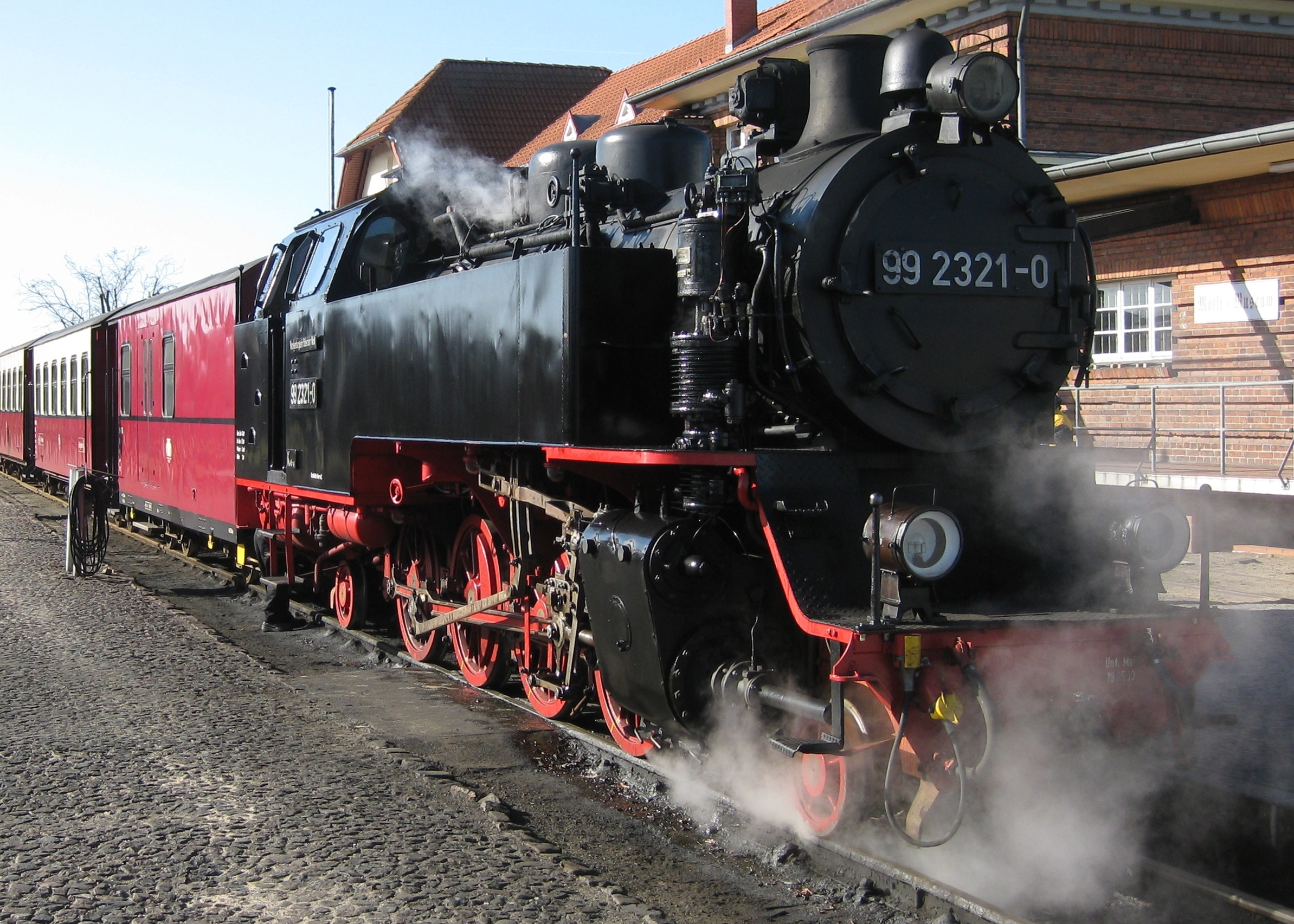
Molli (Modell 99 2321-0) på "Kühlungsborn West".

Molli-Museum i Kühlungsborn
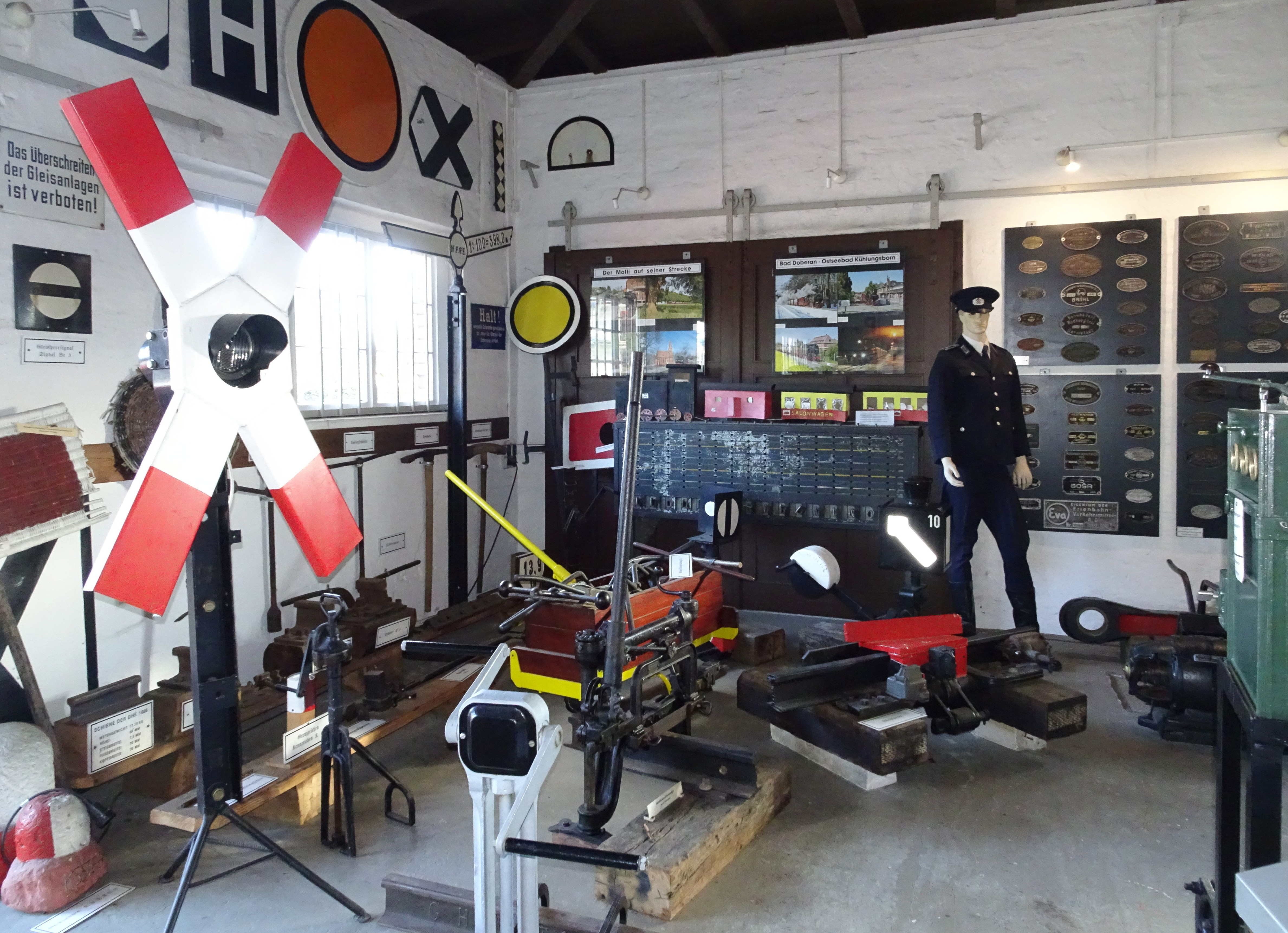
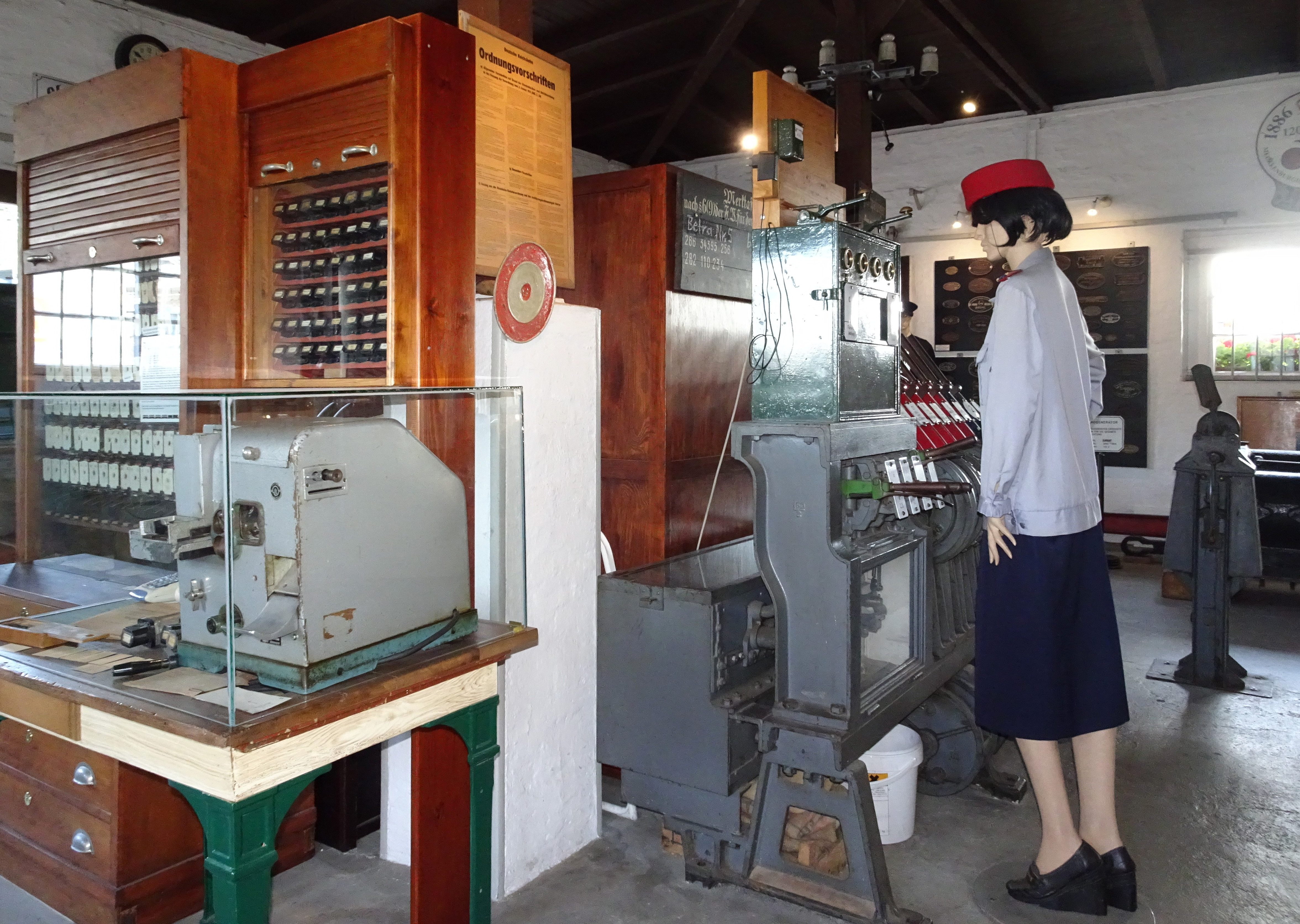
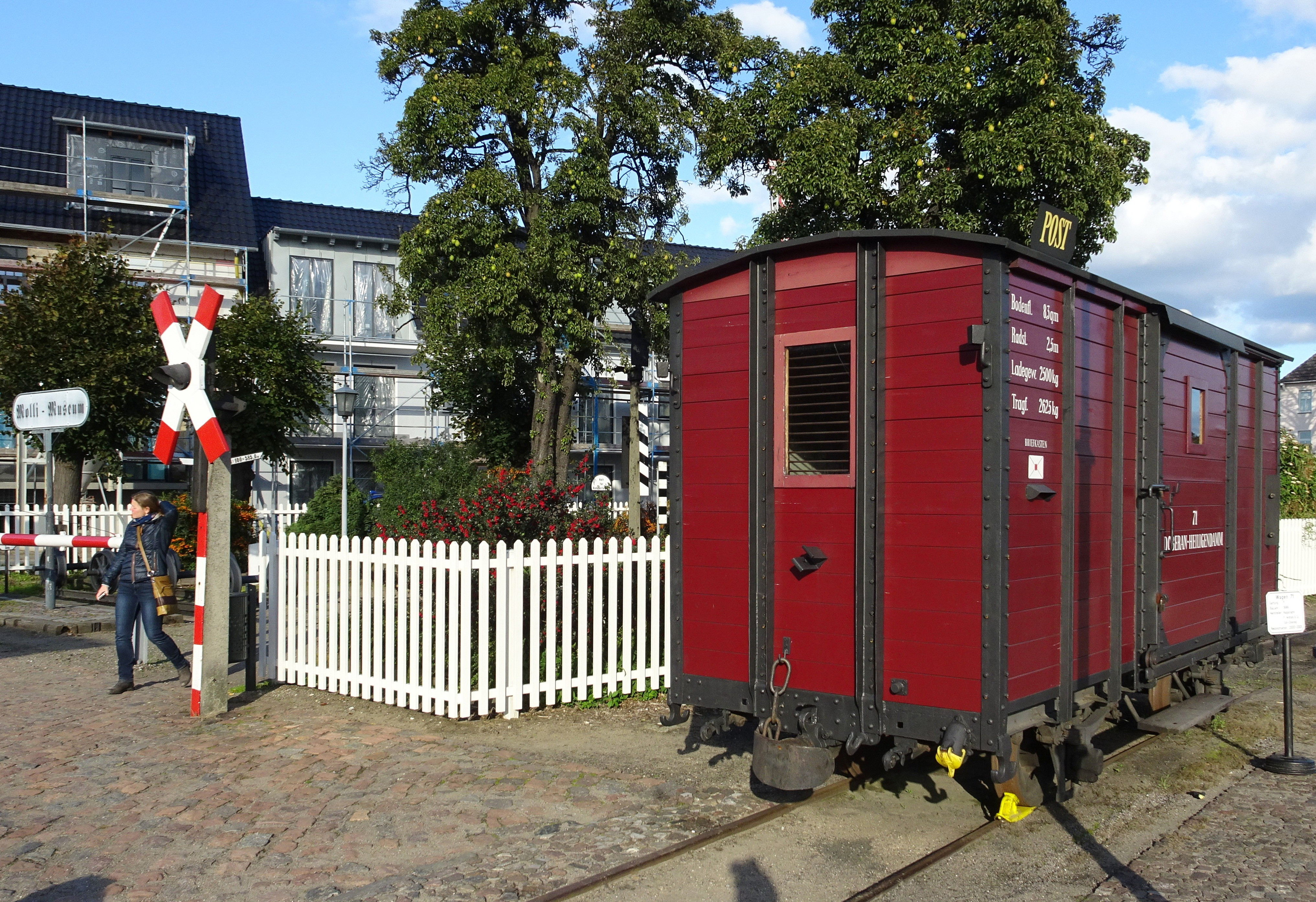
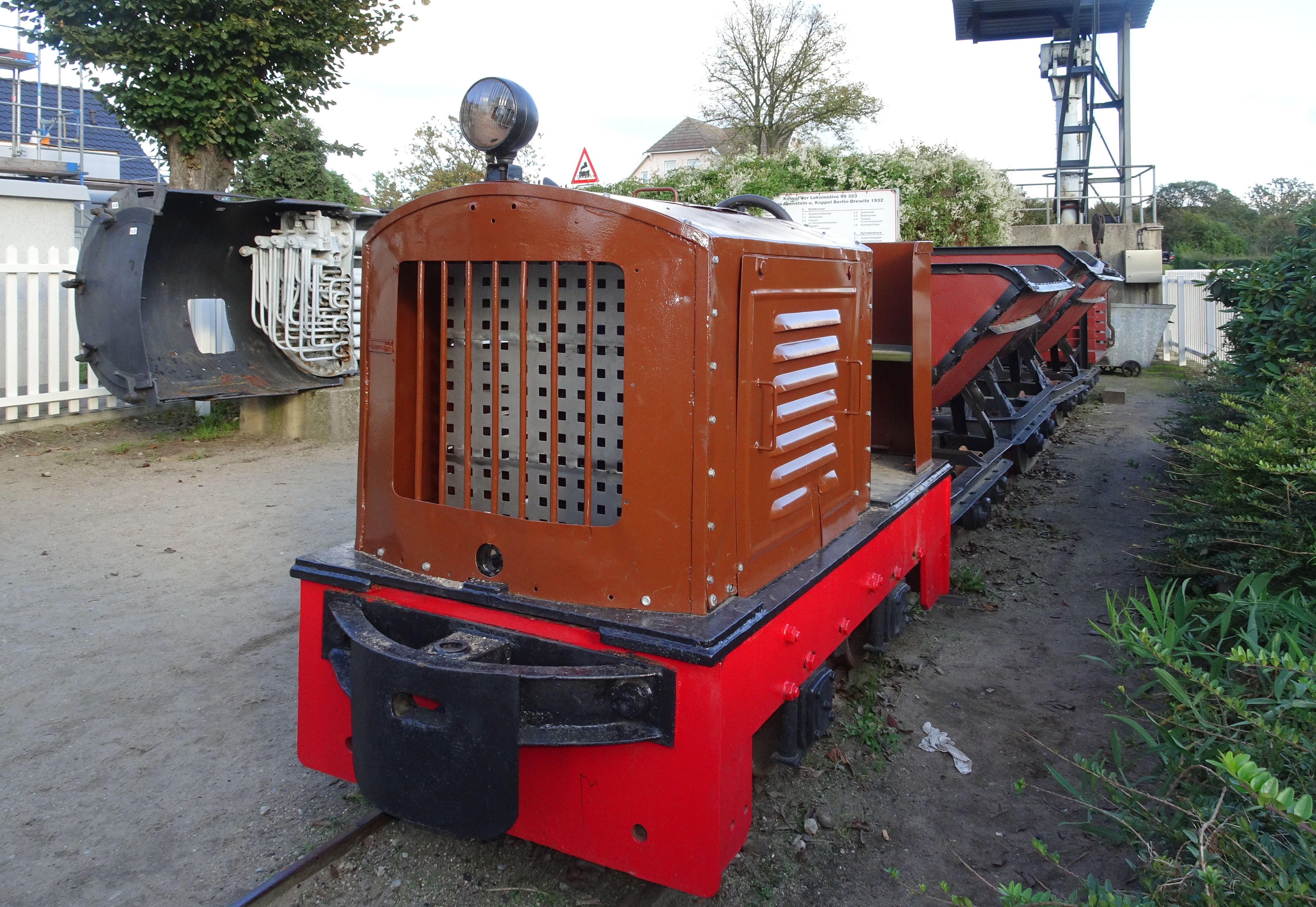

## Sträckan
|  |

| Station on track |

| Station on track |

| Station on track |

| Station on track |

| Station on track |

| Station on track |

| Station on track |

| Station on track |

| Station on track |

| Station on track |

| Unknown BSicon "ABZg+l" |

| Station on track |

| One way rightward |

|  |

| Station on track |

| Station on track |

| Station on track |

| Station on track |

| Station on track |

| Station on track |

| Station on track |

| Station on track |

| Station on track |

| Station on track |

| Unknown BSicon "ABZg+l" |

| Station on track |

| One way rightward |